# La Unión Progreso Tatahuicapa
La Unión Progreso Tatahuicapa är en ort i Mexiko.   Den ligger i kommunen Santiago Sochiapan och delstaten Veracruz, i den sydöstra delen av landet, 400 km sydost om huvudstaden Mexico City. La Unión Progreso Tatahuicapa ligger 131 meter över havet och antalet invånare är 329.
Terrängen runt La Unión Progreso Tatahuicapa är huvudsakligen platt. La Unión Progreso Tatahuicapa ligger uppe på en höjd. Runt La Unión Progreso Tatahuicapa är det glesbefolkat, med 16 invånare per kvadratkilometer. Närmaste större samhälle är Abasolo del Valle, 15,6 km norr om La Unión Progreso Tatahuicapa. Omgivningarna runt La Unión Progreso Tatahuicapa är en mosaik av jordbruksmark och naturlig växtlighet.